# وادوگگودا
وادوگگودا (به لاتین: Wadugegoda) یک منطقهٔ مسکونی در سری‌لانکا است که در استان جنوبی (سری‌لانکا) واقع شده‌است.